# Lunette (arme)
Pour les articles homonymes, voir lunette.

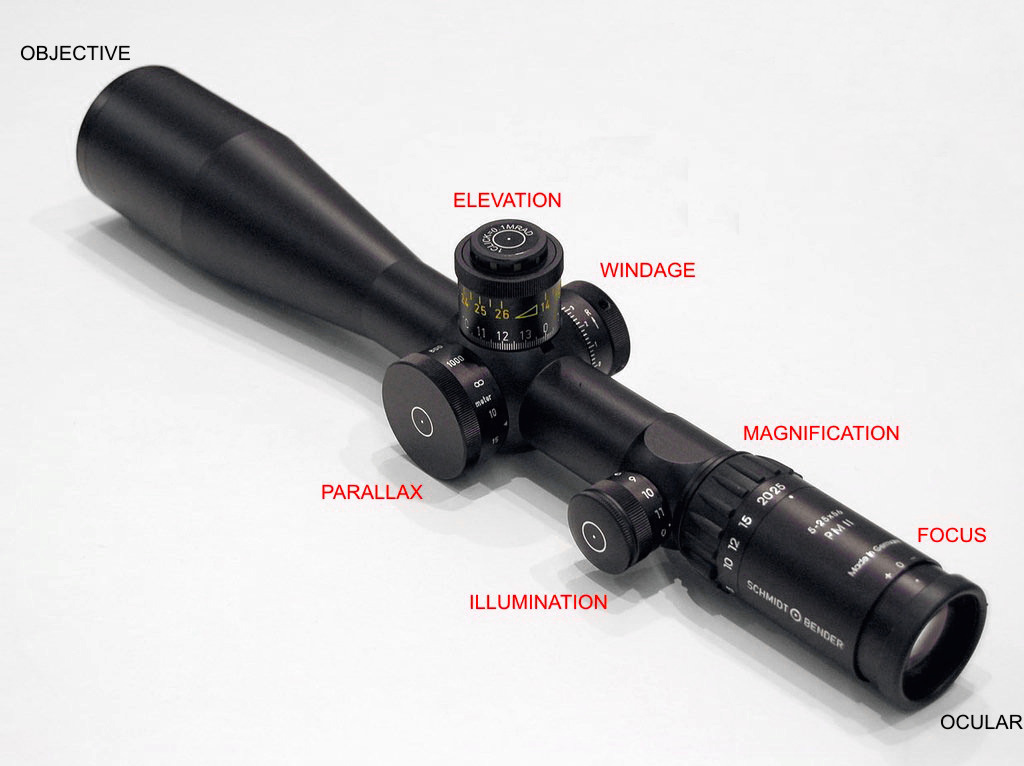
Lunette de visée Schmidt & Bender 5-25x56 PM II LP

Une lunette montée sur une arme à feu est un système de visée, remplaçant le viseur, que l'on retrouve sur tous les types d'armes : civiles pour la chasse que ce soit sur des carabines ou des armes de poing, militaire pour le tir de précision mais aussi sur certains fusils d'assaut ou encore des armes lourdes.

## Description
Signification des numéros inscrits sur une lunette : Le premier chiffre correspond au grossissement optique, le second correspond au diamètre de la lentille frontale (l'objectif)
Par exemple :
- une lunette notée « 4x32 » signifie que la lunette a un grossissement de 4x et que le diamètre de la lentille frontale est de 32 mm ;
- une lunette notée « 5-25x56 » signifie que la lunette a un grossissement variable qui peut aller de 5x à 25x et que la lentille frontale a un diamètre de 56 mm.

L’intérêt d'avoir un objectif le plus grand possible est simple. Plus l'objectif aura un diamètre important, plus la lunette laissera entrer de lumière et plus le champ de vue sera grand. Par conséquent, la lunette sera plus confortable à utiliser.

### Usage civil

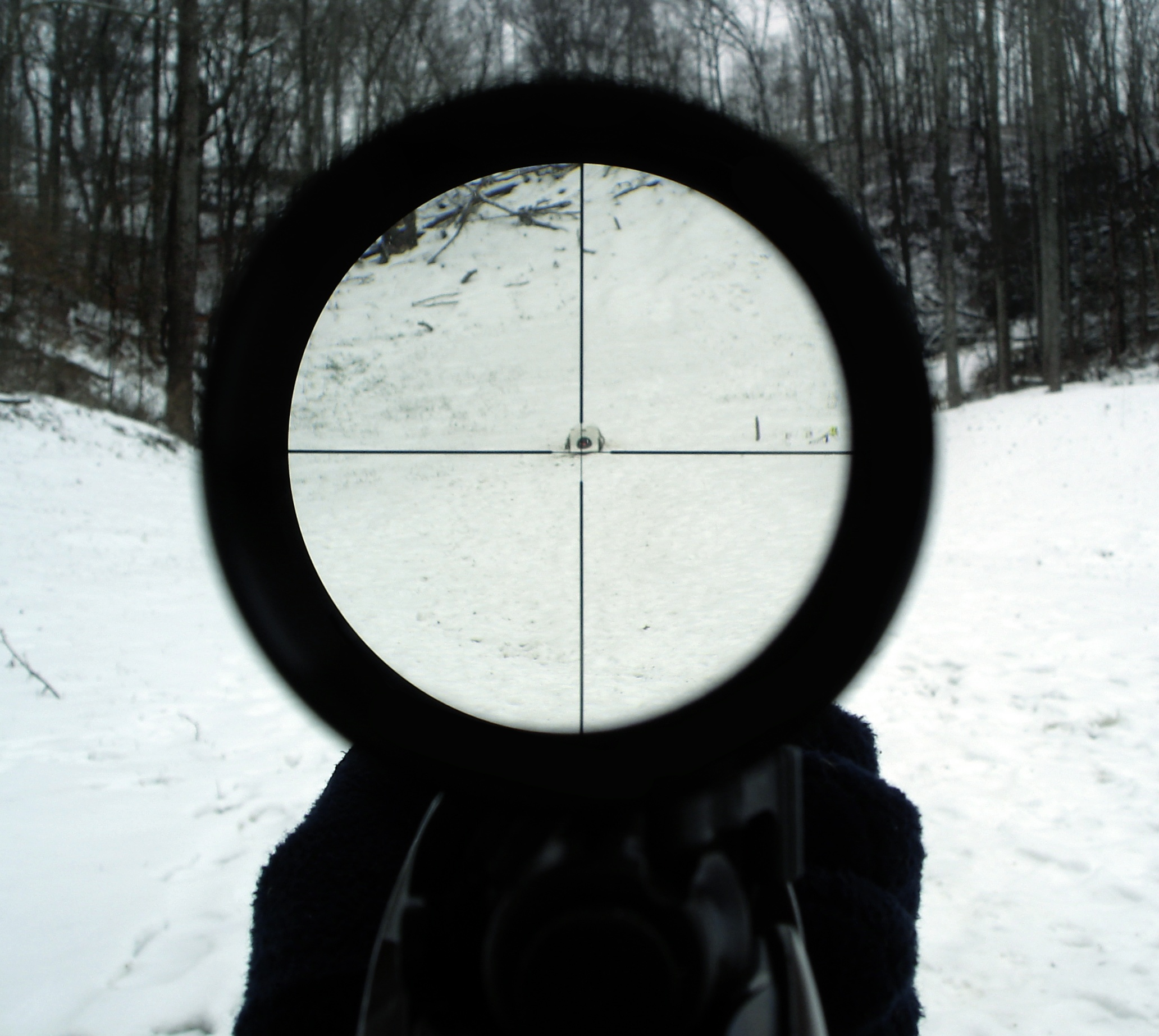
Une lunette à grossissement 4x.

Pour la chasse, le tir de précision ou les armes lourdes, les lunettes offrent généralement un grossissement optique qui permet de distinguer des cibles trop éloignées pour être visées à l'œil nu. Il n'est pas rare que la lunette comprenne un système, parfois constitué d'un simple marquage, qui permette de déterminer la distance à la cible et ainsi de régler l'alignement de la lunette afin de compenser la trajectoire du projectile. Ce dispositif est appelé télémetre stadimétrique, il est aussi utilisé dans le domaine militaire (voir lunette PSO-1).

### Usage militaire

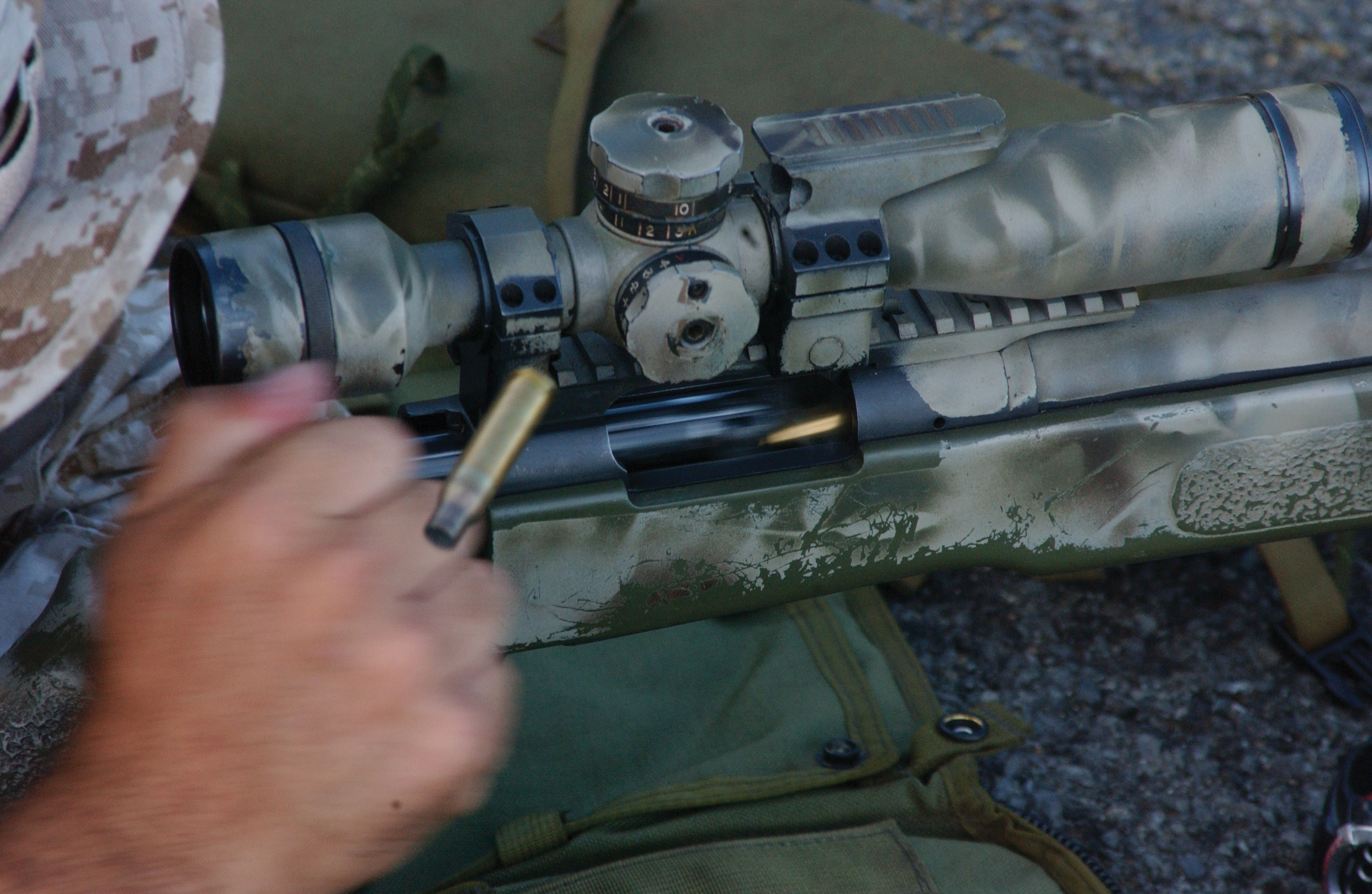
Lunette de visée à grossissement variable

Pour les armes d'assaut, on trouve également des lunettes à faible grossissement, voire sans grossissement qui offrent une visée plus confortable, l'œil n'ayant pas besoin d'accommoder les organes de visée (guidon et hausse) placés à des distances très différentes.

### Réticules de visée
Le réticule permet la prise de visée avec la lunette, il peut être une simple croix ou avoir un dessin plus complexe.
Un réticule simple sera souvent utilisé pour la chasse ou certaine catégorie de tir tel que le Benchrest.
Un réticule plus complexe sera généralement préféré pour le tir de précision à grande distance.
Le réticule peut être lumineux ou non.

Le réticule peut être placé au second plan focal (fixe) ou au premier plan focal (grossis en même temps que l'image zoomée).

Plusieurs réticules de visée.
Réticule Rangefinder.
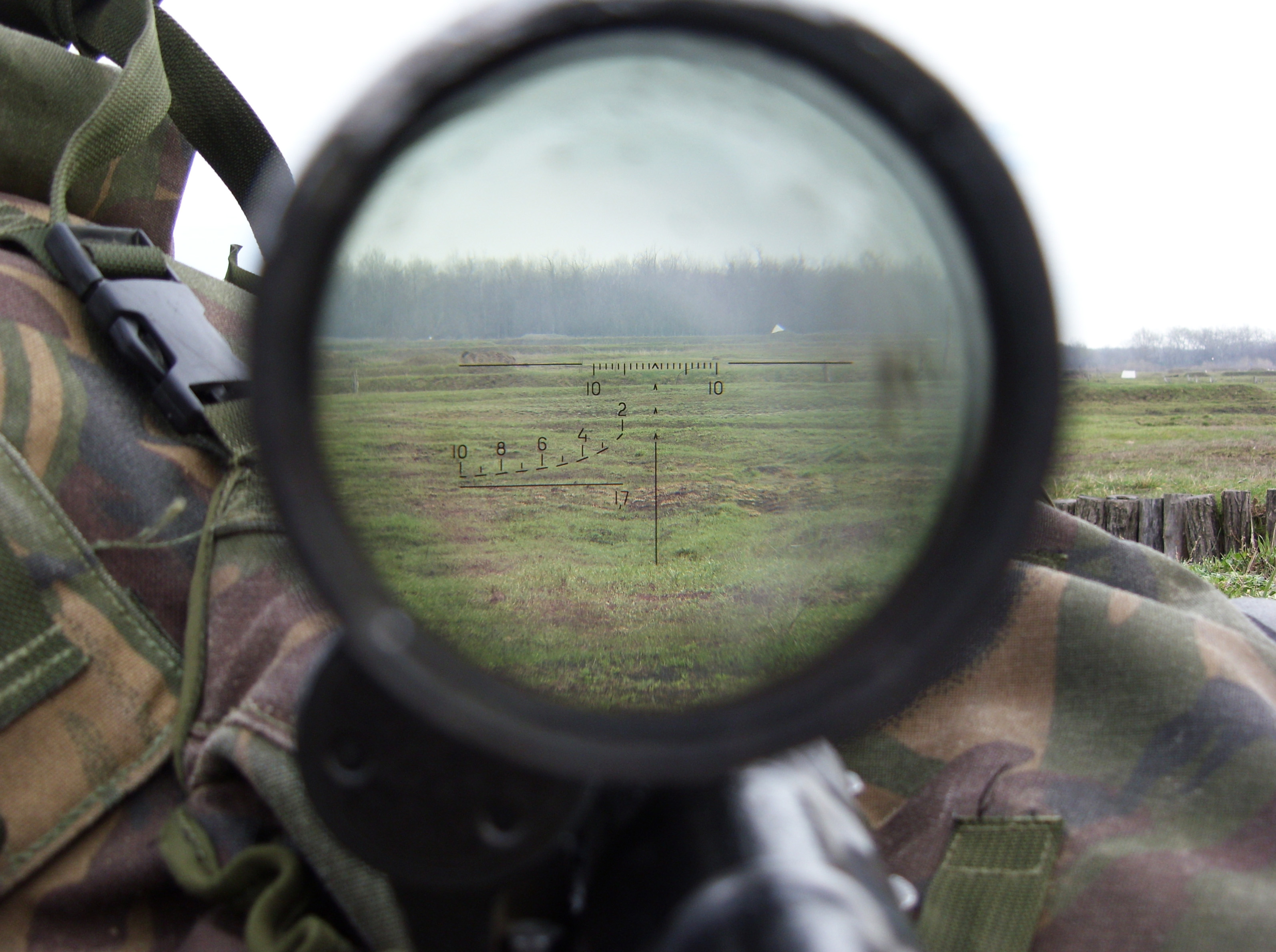
Réticule de la lunette PSO-1 russe.

## Types

### Viseur point rouge

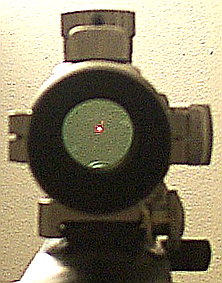
Lunette de type red dot (point rouge) Tasco ProPoint 2 5 MOAA (modèle PDP2ST), monté sur un fusil Ruger 10/22.
Fabriqué au Japon pour Tasco, le Red dot ProPoint 2 est un des premiers « red dot » devenus très populaires.

Au cours des années 1990, des lunettes dites à « point rouge », souvent désignées par l'anglicisme red dot, ont fait leur apparition. Il s'agit d'une projection holographique sur une lentille optique qui permet de surimposer un point lumineux rouge ou vert à la cible.
Ce système permet un pointage rapide de l'arme, car le point rouge est bien visible, y compris dans l'obscurité. De plus, pour le tireur, il a l'avantage d'avoir les deux yeux ouverts (au lieu de viser via la lunette, en fermant un œil), sans pour autant projeter un laser peu discret en direction de la cible. Ce type de lunette est généralement monté sur des armes compactes, tels que des armes de poing, des pistolets mitrailleurs ou des fusils d'assaut compacts, employées dans des engagements à courte portée.

### Vision nocturne
On trouve également des lunettes de vision nocturne, avec ou sans grossissement, fonctionnant en infrarouge ou par intensification de lumière pour les applications militaires.